# Altmark (1937)
Altmark byl německý tanker a zásobovací loď, jedna z pěti lodí třídy Dithmarschen postavená v letech 1936 až 1938 v Hamburku v loděnicích Blohm & Voss. Po dokončení se zapojil do Španělské občanské války, kde podporoval německé námořnictvo v jeho operacích v oblasti. Proslavil se jako zásobovací loď kapesní bitevní lodi Admiral Graf Spee a jako hlavní aktér „incidentu Altmark“. V roce 1940 byl přejmenovan na Uckermark a sloužil jako zásobovací loď pro lodě Scharnhorst a Gneisenau během operace Berlin před tím, než v září 1942 vyplul do Japonska jako lamač blokády. Dne 30. listopadu 1942 explodoval v Jokohamě.

## Služba

### Zásobovací lodí Admirala Grafa Spee
Kapitán Heinrich Dau s Altmarkem vyplul 5. srpna 1939 z Německa a přes Lamanšský průliv zamířil přes Atlantik do Mexického zálivu. Tam načerpal naftu a mazací oleje pro potřebu svoji i Admirala Grafa Spee a po dvou dnech opět vyplul. S kapesní bitevní lodí se Altmark setkal 1. září 1939 a po doplnění paliva obě lodi společně vyčkávaly (křižujíce podél 20 rovnoběžky na severní polokouli), až z Německa přišlo potvrzení o válečném stavu mezi Německem a Velkou Británii s Francií. To přišlo 3. září. Ještě pár dní operovaly obě lodi společně, ale pak se rozdělily a zatímco Admiral Graf Spee pátral po obchodních lodích nepřítele, Altmark se vydal za neutrální plavidlo a čekal, až ho bude obrněnec potřebovat. 17. října se opět obě lodi potkaly a Altmark převzal první zajaté námořníky z potopených lodí Clement, Newton Beach, Ashlea a Hunstman.
28. října došlo k dalšímu setkání obou lodí v jižním Atlantiku. Na palubu Altmarku putovali zajatci z britského parníku Trevalion a do útrob Admirala Grafa Spee zase palivo a zásoby z Altmarku. K podobným setkáním došlo ještě dvakrát (to poslední proběhlo 6.–7. prosince na pozici 25°30′ j. š., 24°30′ z. d.). Na palubu kapesní bitevní lodi byli zpět přesunuti kapitáni a důstojníci z potopených lodí a na Altmarku tak zůstali pouze zajatí námořníci.

### Incident Altmark

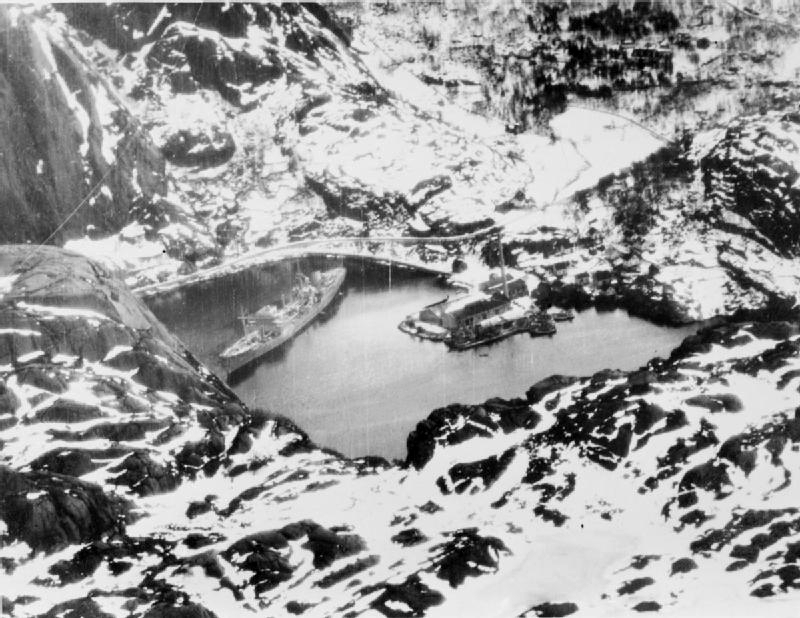
Altmark v Jøssingfjordu vyfotografovaný leteckým průzkumem před incidentem

Po potopení Admirala Grafa Spee jeho vlastní posádkou v ústí řeky la Plata 17. prosince 1939, se Altmark vydal na cestu zpět do Německa i s 299 válečnými zajatci na palubě. Cestou opět změnil identitu a vydával se za neutrální plavidlo. Proplul Dánským průlivem, pak severně od Britských ostrovů, až 13. února dorazil k břehům Norska, odkud zamířil podél pobřeží na jih. Držel se v norských teritoriálních vodách, takže ho několikrát během jeho cesty kontrolovaly norské torpédovky Trygg a Snøgg a torpédoborec Garm. Během těchto kontrol Norové nedokázali objevit ani skrytou výzbroj (děla), ani zajatce schované v podpalubí (jejich přeprava vodami neutrálního Norska byla porušením jeho neutrality). Při kontrole v Bergenu se zajatci pokoušeli upoutat pozornost Norů křikem, boucháním na trup a hvízdáním signálů SOS. Němci do podpalubí k vězňům natáhli protipožární hadice a pustili ledovou vodu a uvedli do chodu rumpály, aby přehlušili hluk zajatců.
Britové ale o zajatcích v podpalubí Altmarku věděli a poté, co byl zpozorován 15. února u Trondheimu, byly na Churchillův rozkaz jeho dopadením pověřeny lehký křižník HMS Arethusa a torpédoborce HMS Intrepid, HMS Ivanhoe, HMS Sikh, HMS Nubian a HMS Cossack. V noci ze 16. na 17. února 1940 byl Altmark dohnán britským torpédoborcem HMS Cossack. Snažil se mu uniknout do hloubi norského Jøssingfjordu, ale HMS Cossack ho následoval do fjordu. Tam se kapitán Dau pokusil s tankerem na torpédoborec najet, ale nepodařilo se mu to. Po abordáži a následném krátkém boji muže proti muži komando z torpédoborce přemohlo posádku Altmarku a osvobodilo britské zajatce. Na německé straně byli čtyři mrtví a pět zraněných.

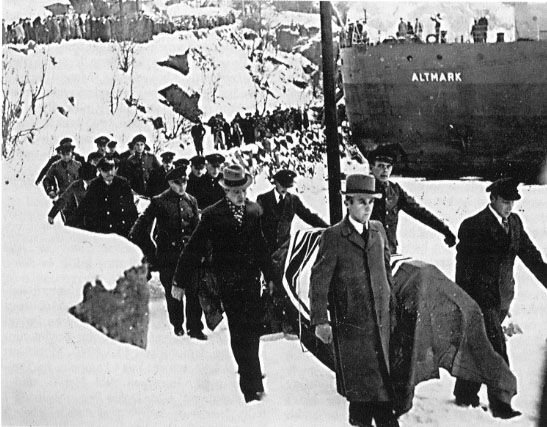
Vynášení mrtvých z Altmarku v únoru 1940

Norsko proti akci britského torpédoborce oficiálně protestovalo, ale s neutralitou Norska už si do budoucna nikdo moc starostí nedělal. Britové zvažovali zaminování norských pobřežních vod, aby znemožnili německým lodím se ukrývat v norských fjordech a omezili tak dodávku švédské železné rudy do Německa podél norského pobřeží. Němci zase, aby si zajistili dodávku železné rudy, naopak zvažovali obsazení Norska. Incident s Altmarkem a fakt, že norské torpédovky Trygg a Snøgg přihlížely zásahu britského torpédoborce v neutrálních norských teritoriálních vodách, aniž by zasáhly, německá propaganda využila k ospravedlnění německého útoku na Norsko (viz operace Weserübung). O tom, že Altmark s britskými válečnými zajatci na palubě neměl v norských vodách co pohledávat, pochopitelně pomlčela.

### Další služba Altmarku/Uckermarku
V březnu 1940 byl Altmark odvlečen do Německa a 6. srpna přejmenován na Uckermark. Při doprovodu těžkého křižníku Admiral Hipper najel 12. září u Karmsundu (nedaleko norského Stavangeru) cestou do severního Atlantiku na minu a musel se vrátit zpět do Kielu. Po opravě se znovu vydal do Atlantiku, aby v období od 18. ledna do 23. března 1941 poskytoval zásobování bitevním křižníkům Scharnhorst a Gneisenau během jejich působení proti transatlantické dopravě (operace Berlin). 9. září 1942 Uckermark opustil Francii a jako lamač blokády zamířil do Japonska. Cestou doplnil zásoby německému pomocnému křižníku Michel a 24. listopadu 1942 připlul do japonské Jokohamy, kde byl zakotven vedle německého pomocného křižníku Thor a australské osobní lodi Nankin (kterou Thor zajal v březnu). Dne 30. listopadu došlo na Uckermarku k explozi, která zcela zničila nejenom samotný Uckermark, ale potopila i sousední Thor a Nankin. Zahynulo 53 námořníků. Jako důvod exploze se uvádí jiskra od nářadí opravárenské čety při opravě palivových nádrží.